# WDR 4

Logo de 1994 a 2012

WDR 4 es una emisora de la WDR especializada en programación con música del recuerdo y la tercera edad.

## Historia
Esta emisora comienza el 1 de enero de 1984, como emisora programada para la tercera edad y música del recuerdo, acompañado de música Schlager, opereta y música popular. Este recibe los espacios de WDR 2 y WDR 3 dedicados a este segmento de la población, conocida como los 'best agers'. Su directora actual es Rena Pieper. Con una cuota de 950.000 oyentes cada hora, esta es una de las emisoras más escuchadas de Renania del Norte-Westfalia, situación que la comparte con 1 LIVE. Además, durante las noches, contribuye al serivcio nocturno ARD-Nachtexpress los sábados.